# Bai Shuping

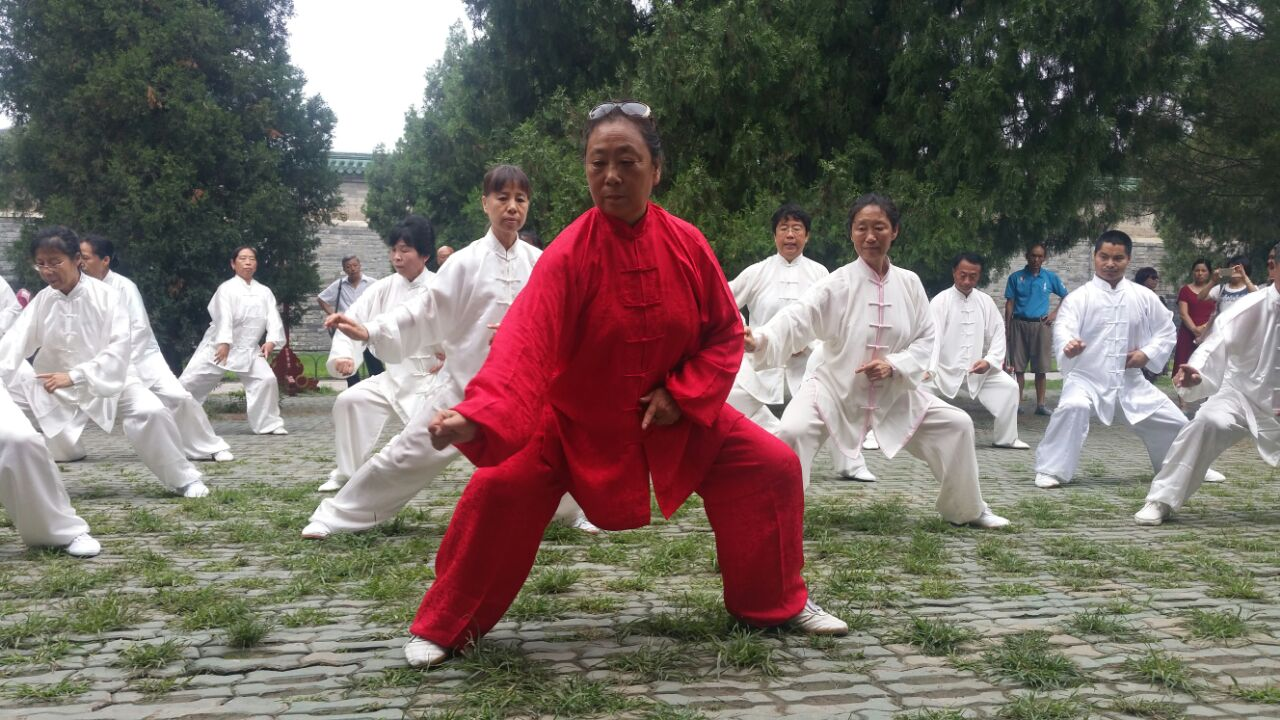
Bai Shuping en el Parque del Templo del Cielo con miembros de la Asociación de Taijiquan estilo Chen de Pekín

Bai Shuping (白淑萍, diciembre de 1947) pertenece a la 4.ª generación de Taichi Chuan del estilo Chen de Pekín y 6.ª generación del estilo Yang.
Es instructora nacional deportiva e instructora de Taichi Chuan en el Instituto de Wushu de Pekín y otorga la categoría de 7.º dan.
A finales de los años 80 fue nombrada discípula del maestro Liu Gaoming, pasando a formar parte de la 6.ª generación del estilo Yang de Taichi. A principios de los años 90 se convirtió en discípula del maestro Tian Qiutian, de quien aprendió diversas formas de mano vacía y armas, convirtiéndose en la 4.ª generación del estilo Chen de Pekín. También aprendió con profesores como Men Huifeng, Kan Guixiang o Li Bingci, entre otros, no sólo en estilo Chen, sino también en Yang, Wu y Sun.
La maestra Bai ha ganado numerosos campeonatos nacionales de Wushu y ha sido entrenadora del equipo de Taichi de Pekín; sus alumnos han ganado gran número de medallas.
Se encargó de coordinar y realizar algunas exhibiciones de Taichi estilo Chen en la Ceremonia de Inauguración de los Juegos Olímpicos de Pekín de 2008.
Ha escrito algunos manuales de Taichi, como "Taiji Quan: Shadow Boxing" de la editorial Peking University Press.
Ha impartido clases de artes marciales, entre otros lugares, en la Academia de Danza de Pekín y la Universidad de Relaciones Exteriores de Pekín, y ha tenido alumnos de Taichi en China, Japón, Estados Unidos, Rusia, Corea del Sur y Francia.
Actualmente sigue dando clases de artes marciales y se dedica a la difusión del Taichi estilo Chen de Pekín.